# Північно-Байкальський район
Північно-Байкальський район (рос. Северо-Байкальский район, бур. Хойто-Байгал аймаг) — адміністративна одиниця Республіки Бурятія Російської Федерації.
Адміністративний центр — селище Нижньоангарськ.

## Адміністративний поділ
До складу району входять 4 міських та 6 сільських поселень:
1. Селище Кичера
2. Селище Нижньоангарськ
3. Селище Новий Уоян
4. Селище Янчукан
5. Ангоянське — сел. Ангоя
6. Байкальське Евенкійське — с. Байкальське
7. Верхнєзаїмське — с. Верхня Заїмка
8. Куморське Евенкійське — сел. Кумора
9. Уоянське Евенкійське — сел. Уоян
10. Холодне Евенкійське — сел. Холодна